# لیلمانج
لیلمانج (به کُردی: لیلمانه)، روستایی از توابع بخش مرکزی شهرستان سنقر در استان کرمانشاه ایران است.

## جمعیت
این روستا در دهستان سرآب قرار دارد و براساس سرشماری مرکز آمار ایران در سال ۱۳۸۵، جمعیت آن ۸۰۵ نفر (۱۷۸خانوار) بوده‌است.